# Pherbecta limenitis
Pherbecta limenitis är en tvåvingeart som beskrevs av Steyskal 1956. Pherbecta limenitis ingår i släktet Pherbecta och familjen kärrflugor. Inga underarter finns listade i Catalogue of Life.